# 오미야정 (사이타마현)
오미야정(大宮町)은 사이타마현 기타아다치군에 존재했던 정이다. 현재의 사이타마시 오미야구, 기타구에 해당한다.
후신인 오미야시는 1940년에 신설 합병으로 탄생한 것으로, 본정과는 별개의 자치단체다.

## 역사
- 1889년 4월 1일 - 정촌제 시행에 의해 5촌의 구역을 가지고 성립하였다.
- 1898년 7월 15일 - 오미야 상업은행이 설립하였다.
- 1906년 4월 16일 - 가와고에 전철이 개통(1941년 폐지).
- 1925년 무렵 - 도쿄에서 분재업자들이 이주하여 오미야 분재촌이 형성됨.
- 1929년 11월 17일 - 조부철도(현 도부 노다선) 가스카베역 - 오미야역(임시역. 현재 위치와는 다름) 간 개통. 현재 위치와는 다름) 구간이 개통.
- 1931년 11월 17일 - 기자키촌의 일부를 편입하였다.
- 1940년 11월 3일 - 기타아다치군 오사토촌, 닛신촌, 미하시촌, 미야하라촌과 신설합병해 오미야시가 성립하여, 동일 오미야정은 폐지되었다.

## 행정

### 역대 정장
- 矢部忠右衛門（1889年5月23日 - 1890年9月22日）
- 井上信道（1890年12月23日 - 1894年12月22日）
- 白井助七（1895年5月15日 - 1896年5月19日）※직무대행
- 吉田茂助（1896年5月12日 - 1897年2月16日）※정장 대리
- 井上信道（1898年2月24日 - 1898年3月6日）※재임（2기）
- 山崎喜左衛門（1897年3月16日 - 1898年2月17日）
- 橋本八五郎（1898年3月9日 - 1899年7月17日）
- 星野宗助（1899年7月26日 - 1899年12月4日）
- 松尾永起（1899年12月5日 - 1901年2月1日）※직무대행
- 井上信道（1901年2月1日 - 1901年5月1日）※재임（3기）
- 阪泰碩（1901年5月16日 - 1901年10月21日）
- 平沢増五郎（1901年11月13日 - 1902年10月13日）
- 前川正則（1902年10月30日 - 1905年3月22日）
- 平沢増五郎（1905年5月8日 - 1909年4月6日）※재임（2기）
- 西角井正男（1909年6月30日 - 1910年4月20日）
- 佐川重作（1910年5月28日 - 1910年9月14日）
- 関根嘉重（1910年10月25日 - 1918年10月25日）
- 小口槇太（1918年10月30日 - 1927年12月19日）
- 本多定積（1928年2月11日 - 1930年11月13日）
- 大作徳郎（1931年3月17日 - 1935年1月3日）
- 萩原喜代盛（1935年5月14日 - 1937年7月2日）
- 宇治田積（1937年7月23日 - 1940年11月2日）

## 교통

### 철도
- 철도부
  - 도호쿠 본선, 가와고에선
- 소부철도 (도부철도)
  - 소부 철도선
- 세이부 철도
  - 오미야선

### 도로
- 나카야마 가도

## 출신인
- 아베 츄이치(역사학자, 제26대 고마자와대학 총장)
- 가토 무츠노스케(중의원 의원, 사이타마현 의원, 오미야 시장)
- 구리하라 고죠(평론가, 번역가, 영문학자)
- 니시쿠이 마사케이(국문학자, 민속학자, 시인, 고쿠가쿠인대학 교수)

## 참고문헌
- 大日本篤農家名鑑編纂所編『大日本篤農家名鑑』大日本篤農家名鑑編纂所、1910年。
- 人事興信所編『人事興信録 第9版』人事興信所、1931年。
- 交詢社編『日本紳士録 第38版』交詢社、1934年。
- 「角川日本地名大辞典」編纂委員会『角川日本地名大辞典 11 埼玉県』角川書店、1980年7月8日。ISBN 4040011104。